# Jack Colback
Jack Raymond Colback (Newcaslte upon Tyne, 24 de outubro de 1989) é um futebolista inglês que atua como meia.